# Georges Coulonges
 (juin 2025).
Pour les articles homonymes, voir Coulonges.
Georges Coulonges est un écrivain et scénariste français, né le 4 avril 1923 à Lacanau (Gironde) et mort le 12 juin 2003 à Pern (Lot).
Écrivain aux multiples facettes, Georges Coulonges fut le parolier de grands chanteurs (Jean Ferrat, Nana Mouskouri, Marcel Amont, etc.) et l'auteur du grand succès télévisuel que furent les épisodes de la série Pause café dans les années 1980, avant de se consacrer au théâtre, puis, à partir des années 1990, exclusivement à l'écriture de romans.

## Biographie
Issu d'un milieu modeste, Georges Coulonges devient comédien après la Seconde Guerre mondiale, et entre comme bruiteur à la radio, avant de devenir producteur d'émissions de variétés radiodiffusées. À la radio et sur scène, il est pendant quatre ans « le receveur Julien », un joyeux employé du tramway. En 1956, il « monte » à Paris pour écrire, notamment des chansons. En 1965, sa chanson Potemkine, qu'interprète Jean Ferrat, est déprogrammée de l'émission Âge tendre et tête de bois. Diverses personnalités s'insurgent contre cette censure de l'ORTF.
En 1970, pour le centenaire de la Commune de Paris, il publie La Commune en chantant, un recueil et une étude des chansons de l'époque sur cet évènement historique auquel il restera toujours profondément attaché. L'ouvrage donne lieu à un spectacle joué à Paris, dont la captation sur disque est diffusée en 1971. Cette même année, Coulonges écrit pour Jean Ferrat La Commune, un texte dans la veine des chansons engagées et humanitaires de l'artiste (comme l'album Aimer à perdre la raison).
Parolier pour des chanteurs qui partageaient ses convictions et ses valeurs, tels que Jean Ferrat, Isabelle Aubret ou Juliette Gréco (en 1983 elle enregistre Maréchal nous revoilà sur une musique de Jean Ferrat), il laisse voir aussi un solide sens de l'humour et son goût pour la parodie et la satire dans des chansons plus légères comme Six roses immortalisée par Annie Cordy .
Il crée une grande fresque sur la vie de Paris et des Parisiens de 1789 à la Libération en août 1944 avec Francis Lemarque : Paris Populi. L’œuvre sort en 1975 sous le label Barclay en triple album interprétée par de nombreux artistes dont Marcel Amont, Michel Delpech, Daniel Guichard, Jean Guidoni, Juliette Gréco, Serge Lama, Michel Legrand, Francis Lemarque, Jacques Martin, Mouloudji, Nicoletta, Serge Reggiani, Catherine Sauvage, Francesca Solleville, Mireille Mathieu etc. Paris Populi est présenté en spectacle au Théâtre de la Ville, puis au Cirque d'Hiver et à la fête de l'Humanité. Il est ensuite adapté avec Francis Lemarque en chanteur unique, six musiciens et un spectacle audiovisuel en 1977, et se partage entre les tournées en France et en Belgique et la petite salle du TEP.
Au début des années 1980, Georges Coulonges est le scénariste entre autres de la série Pause café adaptée de son roman, qui rencontre un très vif succès grâce à ses thèmes contemporains et sans tabous. Véronique Jannot joue une jeune assistante sociale scolaire pleine de fougue, Joëlle Mazart, qui donne du fil à retordre à son proviseur, incarné par Jacques François. Coulonges travaille également sur d'autres téléfilms ou séries pendant cette décennie.
À la même époque, il crée plusieurs pièces de théâtre, dont notamment une adaptation du conte Zadig de Voltaire et  les Strauss  pour la Compagnie théâtrale Renault-Barrault au Théâtre d'Orsay et au Théâtre du Rond-Point.
Il se consacre par la suite à l'écriture de romans dont les héros issus du peuple traversent l'histoire des deux derniers siècles et rencontrent un large public. Il va aussi à la rencontre de ses lecteurs dont il aime à rester proche en se déplaçant dans les écoles pour les plus jeunes, ou dans de nombreux évènements littéraires.
Touche-à-tout très engagé socialement, Georges Coulonges a été résistant FFI, secrétaire du Syndicat national des auteurs et des compositeurs, président du Secours populaire du dix-septième arrondissement de Paris, membre du comité antifasciste, du Mouvement contre le racisme et pour l'amitié entre les peuples (MRAP), du Mouvement de la paix et du Parti communiste français (1964-1971). Ardent défenseur de l'éducation et de la laïcité, il fut en cela reconnu par différents conseils municipaux qui nommèrent des groupes scolaires à son nom (à Montauban, Cahors et Auch).

## Œuvres

### Romans
- 1964 : Le Général et son train, Calmann-Lévy (BNF 32970134), Grand Prix de l'Humour 1964
- 1966 : La Lune Papa, Calmann-Lévy (BNF 32970135), 1976  (ISBN 2-7021-0107-0) Le Temps des cerises 1995  (ISBN 2-84109-029-9), Prix Alphonse-Allais 1966
- 1971 : Clude, Calmann-Lévy (BNF 35210612)
- 1981 : Anthelme Collet, Fayard  (ISBN 2-213-01000-5)
- 1981 : Pause café, Fayard  (ISBN 2-213-00949-X), 1982 Le Livre de poche  (ISBN 2-253-02932-7), 1990 France Loisirs  (ISBN 2-7242-4695-0 et 978-2-286-04989-8), 2008 Presses de la cité  (ISBN 978-2-258-07762-1), 2009 Feryane  (ISBN 978-2-84011-905-0)
- 1982 : Joëlle Mazart, Fayard  (ISBN 2-213-01156-7), 1983 Le Livre de poche  (ISBN 2-253-03122-4)
- 1984 : La Terre et le Moulin Grasset  (ISBN 2-246-31931-5), 1984 France Loisirs  (ISBN 2-7242-2182-6 et 2-7028-7843-1), 1985 Le Livre de poche  (ISBN 2-253-03715-X), 1988 Unide (BNF 34990116), 2002 Presses de la cité  (ISBN 2-258-06022-2), 2003 Feryane  (ISBN 2-84011-520-4), 2005 Presse Pocket  (ISBN 2-266-13997-5)
- 1985 : Les Sabots de Paris, Grasset  (ISBN 2-246-34581-2), 1986 France Loisirs  (ISBN 2-7242-2795-6 et 2-7028-8229-3) et (BNF 35478453), 1986 Le Livre de poche  (ISBN 2-253-04054-1), 1992 Fixot  (ISBN 2-87645-142-5), 2003 Presses de la cité  (ISBN 2-258-06157-1), 2003 Feryane  (ISBN 2-84011-553-0), 2005 Presse Pocket  (ISBN 2-266-13998-3)
- 1986 : La Liberté, Stéphanie, Grasset  (ISBN 2-246-37461-8 et 2-246-37462-6), France Loisirs  (ISBN 2-7242-3227-5)
- 1987 : Un comédien dans un jeu de quilles, Grasset  (ISBN 2-246-39091-5)
- 1989 : Pause-café pause-tendresse, TF1 éditions  (ISBN 2-87761-002-0), 1990 France Loisirs  (ISBN 2-7242-4695-0), 1990 Le Livre de poche  (ISBN 2-253-05287-6)
- 1991 : Les Sabots d'Angèle, Fixot  (ISBN 2-87645-096-8), France Loisirs  (ISBN 2-7242-6755-9) et (BNF 35478453), 2004 Presses de la cité  (ISBN 2-258-06021-4), 2005 Feryane  (ISBN 2-84011-631-6), 2006 Presse Pocket  (ISBN 2-266-15321-8)
- 1992 : La Liberté sur la montagne, Fixot  (ISBN 2-87645-137-9), France Loisirs  (ISBN 2-7242-7018-5 et 2-2860-0612-1) et (BNF 35503894), 1993 Presse Pocket  (ISBN 2-266-05304-3, 2-266-16208-X et 978-2-266-16208-1), 2004 Presses de la Cité  (ISBN 2-258-06702-2), 2005 Feryane  (ISBN 2-84011-670-7)
- 1993 : Les Terres gelées, Presses de la Cité  (ISBN 2-258-03843-X), France Loisirs  (ISBN 2-7242-7792-9) et (BNF 35613060), 1996 Le Livre de poche  (ISBN 2-253-13900-9)
- 1993 : Les Boulets rouges de la Commune, Fixot  (ISBN 2-87645-179-4), France Loisirs  (ISBN 2-7242-7568-3) et (BNF 2-286-01267-9), 2005 Presses de la Cité  (ISBN 2-258-06887-8), 2006 Feryane  (ISBN 2-84011-709-6), 2008 Presse Pocket  (ISBN 978-2-266-16887-8 et 2-266-16887-8)
- 1994 : La Fête des écoles, Presses de la Cité  (ISBN 2-258-00128-5 et 978-2-258-08686-9), France Loisirs  (ISBN 2-7242-8434-8) et (BNF 35726517), 1995 Feryane  (ISBN 2-84011-111-X), 1996 Presse Pocket  (ISBN 2-266-06837-7), 2012 Éditions Libra Diffusion  (ISBN 978-2-84492-503-9)
- 1995 : La Madelon de l'an 40, Presses de la Cité  (ISBN 2-258-03995-9 et 978-2-258-11358-9), France Loisirs  (ISBN 2-7242-9443-2) et (BNF 35813683), 1996 Feryane  (ISBN 2-84011-145-4), 1997 Presse Pocket  (ISBN 2-266-07371-0)
- 1996 : L'Enfant sous les étoiles, Presses de la Cité  (ISBN 2-258-04181-3), France Loisirs  (ISBN 2-7441-0948-7) et (BNF 35851995), 1997 Feryane  (ISBN 2-84011-182-9), 1998 Presse Pocket  (ISBN 2-266-07799-6)
- 1997 : Les Flammes de la liberté, Presses de la Cité  (ISBN 2-258-04548-7), France Loisirs  (ISBN 2-7441-1400-6) et (BNF 36176564), Feryane  (ISBN 2-84011-219-1), 2000 Presse Pocket  (ISBN 2-266-08094-6)
- 1999 : Les blés deviennent paille, Presses de la Cité  (ISBN 2-258-05029-4 et 978-2-258-09418-5), France Loisirs  (ISBN 2-7441-3089-3 et 2-7028-3247-4), Feryane  (ISBN 2-84011-312-0), 2001 Presse Pocket  (ISBN 2-266-10185-4)
- 2000 : L'Été du grand bonheur, Presses de la Cité  (ISBN 2-258-05239-4 et 978-2-258-10353-5), France Loisirs  (ISBN 2-7441-4028-7 et 2-7028-5198-3), Feryane  (ISBN 2-84011-377-5), 2002 Presse Pocket  (ISBN 2-266-10832-8)
- 2001 : Des amants de porcelaine, Presses de la Cité  (ISBN 2-258-05500-8), France Loisirs  (ISBN 2-7441-4994-2 et 2-7028-6412-0), Feryane  (ISBN 2-84011-434-8), 2003 Presse Pocket  (ISBN 2-266-12454-4)
- 2002 : Le Pays des tomates plates, Presses de la Cité  (ISBN 2-258-05735-3), 2002 France Loisirs  (ISBN 2-7028-7025-2), 2004 Presse Pocket  (ISBN 2-266-13061-7)

- Les Chemins de nos pères, coll. « Omnibus », Presses de la Cité, 1999 Réunit Les Sabots de Paris, Les Sabots d'Angèle, La Liberté sur la montagne, Les Boulets rouges de la Commune, La Fête des écoles et une bibliographie des œuvres de l'auteur.

### Œuvres pour la jeunesse
- 1975 : On demande grand-père gentil connaissant des trucs, Éditions La Farandole  (ISSN 0337-0925) et  (ISBN 2-7047-0066-4, 2-209-05659-4 et 2-209-06759-6), 1996 Pocket Jeunesse  (ISBN 2-209-06759-6)
- 1978 : Grand-père est un fameux berger, Éditions La Farandole  (ISBN 2-7047-0070-2, 2-209-06768-5 et 2-209-05572-5), 1997 Pocket Jeunesse  (ISBN 2-209-05572-5)
- 1984 : La Grand-Mère aux oiseaux, Éditions La Farandole  (ISBN 2-209-05572-5 et 2-209-06758-8), 1996 Pocket Jeunesse  (ISBN 2-266-07071-1 et 2-266-14234-8)
- 1988 : Une grand-mère en chocolat, Éditions La Farandole  (ISBN 2-209-06469-4), 1997 Pocket Jeunesse  (ISBN 2-266-07073-8)
- 2000 : Ma grand-mère est formidable, Pocket Jeunesse  (ISBN 2-266-10417-9)
- 2004 : Il est pas ouf ton papy?, Pocket Jeunesse  (ISBN 2-266-12796-9)

### Autres livres
- 1956 : Parlez-nous d'amour, Éditions de l'espoir (BNF 31974157), compilation de poèmes lus à la radio de Bordeaux
- 1969 : La Chanson en son temps (De Béranger au Juke-Box),  E.F.R.  (ISBN 2-402-60173-6 et 9782402601733), Prix exceptionnel de la SACEM[6]
- 1970 : Le Grand Guignol, Calmann-Lévy  (ISBN 978-2298110142)
- 1970 : La Commune en chantant, E.F.R. (BNF 42248047), Messidor 1995  (ISBN 9782209057047)
- 1979 : Zadig ou la destinée, pièce de théatre d'après le conte de Voltaire, édition Le Cherche midi  (ISBN 2-86274-008-X)
- 1982 : Les Strauss, pièce de théâtre, édition Librairie Théâtrale  (ISBN 2-7349-0001-7)
- 1983 : Le week-end des patriotes, pièce de théâtre, édition Librairie Théâtrale  (ISBN 2-7349-0002-5)
- 1998 : Ma communale avait raison (autobiographie), Presses de la Cité  (ISBN 9782258047754, 9782258135093 et 9782258135093)

### Théâtre
- 1968 : L'Oiseau sans plume, opéra-bouffe, musique de Louiguy. Créé en février 1968 au Théâtre Récamier par la Compagnie des Balladins Lyriques
- 1977 : Le Week-end des patriotes. Pièce créée à l'Atelier 13 d'Avignon le 9 juillet 1977 dans un mise en scène de Jean-Louis Manceau
- 1978 : Zadig, (d'après le conte de Voltaire). Créée le 17 octobre 1978 au Théâtre d'Orsay par la Compagnie Renaud-Barrault dans une mise en scène de Jean-Louis Barrault. Prix Plaisir du théâtre 1979
- 1981 : La Folie Turlupin, créée au micro de France Culture par la Comédie Française
- 1982 : Les Strauss, Créée au Théâtre du Rond Point par la Compagnie Renaud-Barrault dans une mise en scène de Jean-Louis Barrault
- Allo Tokyo, inédite
- La ville qui n'avait plus faim, inédite
- Le salon de l'indépendant, inédite
- Les aveugles et les lumières, inédite
- Les clowns devenus blancs, inédite
- Madame Chantal voulait sortir, inédite

### Télévision
- 1975 : L'Âne et la Rose
- 1975 : La Rôtisserie de la reine Pédauque d'après Anatole France
- 1975 : La Simple Histoire d'un merveilleux poste de télévision
- 1977 : La Lune papa (série , 24 épisodes de 13 minutes)
- 1980 : La Plume
- 1980 : Le Soupçon, épisode de la série Les Héritiers
- 1981 : Sylvaine, épisode de la série Les Héritiers
- 1981 : Anthelme Collet ou Le brigand gentilhomme (feuilleton, 6 épisodes de 52 minutes)
- 1981 : Zadig ou la Destinée (enregistrement de l'adaptation théâtrale de la compagnie Renaud-Barrault)
- 1981 : On demande grand-père gentil
- 1981 : Pause café (6 épisodes de 52 minutes)
- 1982 : Joëlle Mazart (6 épisodes de 52 minutes)
- 1984 : La Terre et le Moulin (mini série, 3 épisodes de 52 minutes)
- 1987 : La Liberté Stéphanie (série, 30 épisodes de 26 minutes)
- 1989 : Pause-café pause-tendresse (8 épisodes de 52 minutes)
- 1990 : Un comédien dans un jeu de quilles (feuilleton, 6 épisodes de 52 minutes)
- 1995 : Terres gelées

### Chanson
- Musique de Jean Ferrat
  - La Fête aux copains (chantée notamment par Ferrat, Juliette Gréco, Christine Sèvres)
  - La Jeunesse (chantée par Ferrat)
  - Potemkine (chantée par Ferrat)
  - Un enfant quitte Paris (chantée par Ferrat)
  - La Commune (chanté par Ferrat)
  - La Chanson des pipeaux (chantée par Isabelle Aubret)
  - Les Artistes (chantée par Odile Ezdra)
  - Le Nouveau Monde (chantée par Francesca Solleville)
  - Maréchal, nous revoilà (chantée par Juliette Gréco)
  - Cosette et Jean Valjean (chantée par Isabelle Aubret)
- Avec René-Louis Lafforgue
  - Mirabeau-Mirabelle
  - La Guitare espagnole
  - Et une liberté
  - L'École buissonnière
  - etc.
- Avec Max Rongier
  - La Vérité
  - Que tu sois là
  - Les Grands
  - T'en souviens-tu, Marie ?
  - etc.
- Avec Francis Lemarque
  - La Petite valse du juke-box
  - Rose et violon
  - Le Chômage (enregistrée aussi par Mouloudji)
- Autres
  - Papa et Maman - Henri Salvador
  - La Musique - Patachou
  - L'Enfant au tambour - Nana Mouskouri
  - Escamillo - Marcel Amont
  - Je suis si heureux - duo Marcel Amont et Colette Deréal
  - La Morte Saison - Lucette Raillat, Bourvil, Annie Fratellini
  - Du côté de l'Alsace - Bourvil
  - Je t'aimerai, t'aimerai - Gloria Lasso, Luis Mariano, Tino Rossi, Maria Candido, Patrice et Mario, etc.
  - Don Léon - Les Frères Jacques
  - Six roses - Annie Cordy, Vincent Lagaf'
  - Ma rose d'Alsace - Tino Rossi
  - Les Fatigués de naissance - Henri Génès
  - Le Bonheur c'est quand on s'aime - Nat King Cole
  - Sa Majesté - Sacha Distel, François Deguelt, Annie Cordy
  - Les Amoureux de novembre - Michèle Arnaud
  - Jérémie - Caterina Valente
  - C'est votre chèvre, Monsieur Seguin - Michel Fugain 
  - etc.

## Comédien

### Au théâtre
- Mamzelle Nitouche
- Le receveur Julien
- La femme du boulanger

### Au cinéma
- 1952 : Buridan, héros de la Tour de Nesle d'Émile Couzinet : le roi des gueux
- 1952 : Le Curé de Saint-Amour d'Émile Couzinet : le baron Xavier de La Rapière
- 1953 : Quand te tues-tu ? d'Émile Couzinet
- 1954 : Trois jours de bringue à Paris d'Émile Couzinet
- 1954 : Le Congrès des belles-mères d'Émile Couzinet : le baron de Courtebise

## Prix littéraires
- Grand prix de l'Académie de l'humour 1964 pour son roman Le Général et son train (reçu des mains de Jules Romains[7])
- Prix Alphonse-Allais 1966 pour son roman La Lune Papa
- Prix exceptionnel de la SACEM pour son essai La Chanson en son Temps
- Prix de la SACEM 1980 (Lucien et Jean Boyer) pour l'ensemble de son œuvre[8]
- Prix Plaisir du théâtre 1979 pour son adaptation théâtrale du conte de Voltaire : Zadig (mise en scène de Jean-Louis Barrault)
- Grand prix littéraire de la ville de Bordeaux 1993 pour l'ensemble de son œuvre
- Prix Mémoire d'Oc de la CRAM Midi-Pyrénées 1995 pour son roman La Fête des écoles[9]
- Prix L'enfant et la ville 1996 de la ville de Vénissieux pour son livre pour enfants On demande grand-père gentil et connaissant des trucs
- Sélection « Les cent livres de l’Éducation nationale » 1997 pour son livre pour enfants Une grand-mère en chocolat
- Prix des maisons de la presse, 2000 pour son roman L'Été du grand bonheur

## Hommages
- 29 février 1980 Une émission d'une heure a été consacrée par TF1 à son œuvre : "Georges Coulonges : De Lacanau à Babylone", réalisation Michel Parbot[10]

Inauguration de groupes scolaires à son nom :
- Mars 1997 : à Montauban
- Printemps 1999 : à Cahors
- 12 juin 2004 (1er anniversaire de sa mort) : à Auch